# 欧州理事会
欧州理事会（おうしゅうりじかい）は、欧州連合加盟国の国家元首または政府の長と欧州理事会議長、欧州委員会委員長で構成される、欧州連合条約に定められている機関。会合には欧州連合外務・安全保障政策上級代表も出席し、欧州理事会議長が議事進行を行う。この議長には2024年12月1日からアントニオ・コスタが在任している。
立法権は与えられていないものの、欧州理事会は重要な問題を扱う機関であり、またその決定は欧州連合の一般的な政治指針を定める推進力となる。欧州理事会は半年間にすくなくとも2回の会合を、通常はブリュッセルにある欧州連合理事会の本拠となっているユストゥス・リプシウスで開いている。

## 歴史
欧州理事会の前身の会合は1961年2月にパリ、同年7月にボンで開かれた。これらは欧州諸共同体加盟国の指導者による非公式会合であったが、統合プロセスに関する共同体の運営が超国家主義的であることに対してフランス大統領シャルル・ド・ゴールが不満を持っていたことにより行われたものであった。その後も不定期に首脳会合は開かれてきたが、1969年に重大な首脳会議が開かれた。この年にハーグで開かれた首脳会議ではイギリスの共同体への加盟が合意され、また経済分野以外にも欧州政治協力の枠組みで外交政策での協力が決まった。
このような首脳会議が定例化したのは1974年から1988年の間のことである。1974年12月にパリで開かれた首脳会議におけるフランス大統領ヴァレリー・ジスカール・デスタンの提案を受けて、「空席危機」や経済問題に対処するために、より政府間主義的で政治の意思を反映させる必要があるという認識がまとまった。この定例化することとなった「理事会」の初会合が、1975年11月3日にダブリンにおいて、議長国アイルランドのもとで開かれた。1987年、欧州理事会は単一欧州議定書によって基本条約に規定され、欧州連合条約においてその役割が定められた。欧州理事会の会合は2002年から原則としてブリュッセルで行うこととされている。

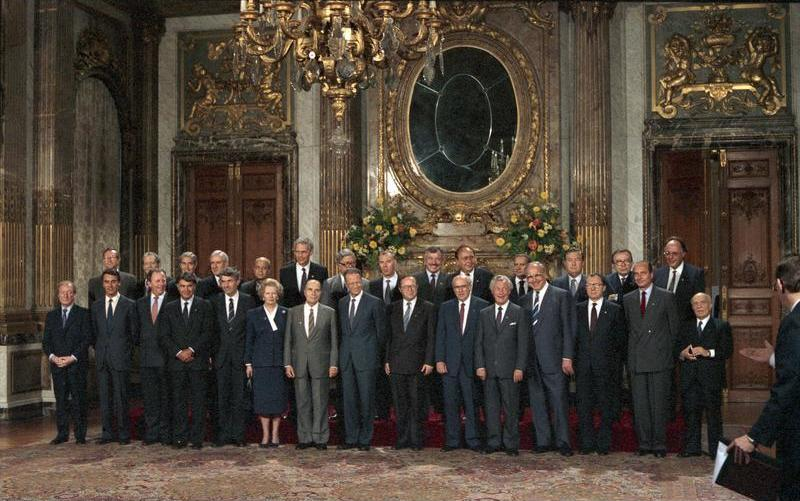
欧州理事会の集合写真（1987年、ブリュッセル王宮）

欧州理事会の会合では以下のような、欧州連合の歴史における転換点となったものがある。
- 1969年（ハーグ） - 外交政策、拡大
- 1974年（パリ） - 欧州理事会の創設決定
- 1985年（ミラノ） - 単一欧州議定書の策定開始
- 1991年（マーストリヒト） - 欧州連合条約署名
- 1993年（コペンハーゲン） - コペンハーゲン基準の確定
- 1997年（アムステルダム） - アムステルダム条約署名
- 1998年（ブリュッセル） - ユーロ移行国の選定
- 1999年（ケルン） - 欧州連合による軍事力の保持の宣言
- 2000年（リスボン） - リスボン戦略
- 2002年（コペンハーゲン） - 2004年5月の拡大の合意
- 2007年（リスボン） - リスボン条約署名

欧州理事会自体はリスボン条約の発効によって欧州連合の機関としての地位を得る以前から存在していた。リスボン条約の第2条において、従来の欧州共同体設立条約にあった「国家元首または政府の長で構成される会議」という条文中の文言を「欧州理事会」に置き換えることが規定されている。
リスボン条約によって欧州理事会は欧州連合理事会とは違う機関として正式に規定され、また常任の議長を設置することもうたわれた。リスボン条約発効以前は、欧州理事会の議長は欧州連合理事会議長国の首脳が輪番制で務めてきた。輪番制とする欧州連合理事会の議長国の制度はリスボン条約発効後も残されていたが、欧州理事会では、権限については変わらないものの、国内で政治の役職についていない人物を2年半の議長職に任命することとなった。

## 権能
欧州理事会は基本条約で定められた欧州連合の機関であり、リスボン条約によって修正された欧州連合条約第15条では「連合の発展のために必要な推進力を連合に与える」機関とうたわれている。原則として欧州理事会は欧州連合の政策指針を決め、またそのことから欧州統合の原動力と位置づけられている。欧州理事会は法的な権限を有していないが、加盟国の指導者によって構成される影響力でもって活動している。「推進力」を与えることのほかにも、欧州理事会はその役割を広げており、「下位の機関における議論で未解決となっている議題の決着」、いわば「集団的な国家元首」のような役割における対外的な活動、「重要文書の正式批准」、「基本条約の修正協議への関与」といったものにも加わっている。
各国の指導者によって構成されていることから、欧州理事会は加盟国の行政権をも伴っており、条約に規定されている以外の分野においても、たとえば外交政策に関して、大きな影響力を持っている。また欧州理事会議長や欧州委員会委員長、外務・安全保障政策上級代表の指名、警察・司法分野での立案、欧州委員会の構成、輪番制議長国関連、加盟資格の停止、票決制度の変更などでも決定権を有している。そして欧州理事会には立法権が与えられていないにもかかわらず、緊急停止の手続きによって加盟国は欧州連合理事会で意見の分かれている法案を欧州理事会に持ち込むことができる。

## 構成
欧州理事会は加盟国の国家元首または政府首脳と欧州理事会議長、欧州委員会委員長（ただし票決には加わらない）で構成される。欧州理事会の会合には通常、各国の外相も出席し、また欧州委員会委員長にもこれと同様に欧州委員会の委員も同伴することがある。
会合は必要に応じて、フランスの首相といった国内における指導的立場にある人物も出席することができる。また欧州連合理事会事務総長も代表として出席する。欧州議会議長も出席し、会議の冒頭で欧州議会の立場を述べている。
加えて協議には多くの人員が作業面でかかわっている。しかしながら欧州理事会の会議室には、1か国当たり2人の代表団の関係者がメッセージを伝える場合を除いては、立ち入りが禁止されている。また首脳らはボタンを押して隣室に控える常設代表に助言を求めることができる。さらにそれぞれの首脳が母語でのやり取りを可能にするために、会議には通訳が必要である。
欧州理事会はその構成が厳密に規定されていないため、行政権が多岐に分かれているような加盟国では誰が会合に出席するのかということが問題になることがある。アレクサンデル・ストゥブは欧州議会議員であったころに、フィンランドの場合にはヨーロッパ外交政策を担っていた首相が欧州理事会の会合に出席すればよく、大統領は出席する必要はないと主張したことがある。2008年にストゥブは外相に就任したが、その年に開かれた南オセチア紛争に関する緊急欧州理事会の会合では大統領が首相に同伴して出席することを求めたため、各国から2名ずつしか出席できない取り決めがあったことを受けてストゥブは会合に出ることができなかった。このときストゥブは欧州安全保障協力機構議長を務めており、南オセチア紛争問題に深くかかわっていた。ポーランドについても大統領と首相が異なる政党に所属しており、南オセチア問題に違う態度を持っていたことも問題となった。

### 議長
欧州理事会議長は任期が2年半で、1度に限り再任が認められている。2019年12月1日からはシャルル・ミシェルが務めている。議長は国家元首と同等のものでは決してなく、たんに欧州理事会構成員の同輩中の首席（Primus inter pares）というものに過ぎない。議長はおもに欧州理事会の会合を準備、進行することが役割となっており、政策執行権を持つものではない。また議長は欧州理事会と欧州連合の対外的な代表を務め、その任期の冒頭と満了時のほか、欧州理事会の会合後に欧州議会に経過を報告することとなっている。
常任の欧州理事会議長の役職はリスボン条約によって設置された。リスボン条約以前は、議長は欧州連合理事会議長国の首脳が輪番制で勤めてきた。常任の欧州理事会議長が不在である場合には、欧州連合理事会議長国の首脳が欧州理事会の議長を務めることとなっている。

### 構成する人物
| 加盟国                | 代表者                           | 役職     | 所属政党               | 欧州理事会に 加わった日                                                                                 |  |  |
| --------------------- | -------------------------------- | -------- | ---------------------- | --- |  |  |
| 議長 票決権なし       | アントニオ・コスタ               | 議長     | PES / PS               | 2024年12月1日 （2015年から2024年まで、ポルトガル首相として所属）                                        |  |  |
| オーストリア          | クリスティアン・シュトッカー     | 連邦首相 | EPP / ÖVP              | 2025年3月3日                                                                                            |  |  |
| ベルギー              | バルト・デウェーフェル           | 首相     | AECR / N-VA            | 2025年2月3日                                                                                            |  |  |
| ブルガリア            | ロセン・ジェリャスコフ           | 首相     | EPP / GERB             | 2025年1月16日                                                                                           |  |  |
| クロアチア            | アンドレイ・プレンコビッチ       | 首相     | EPP / HDZ              | 2016年10月19日                                                                                          |  |  |
| キプロス              | ニコス・フリストドゥリディス     | 大統領   | 無所属 / 無所属        | 2023年2月28日                                                                                           |  |  |
| チェコ                | ペトル・フィアラ                 | 首相     | AECR/ODS               | 2021年12月21日                                                                                          |  |  |
| デンマーク            | メッテ・フレデリクセン           | 首相     | PES / SDP              | 2019年6月26日                                                                                           |  |  |
| エストニア            | クリステン・ミッハル             | 首相     | ALDE / ER              | 2024年7月23日                                                                                           |  |  |
| フィンランド          | ペッテリ・オルポ                 | 首相     | EPP/Kok.               | 2023年6月20日                                                                                           |  |  |
| フランス              | エマニュエル・マクロン           | 大統領   | 無所属 / RE            | 2017年5月14日                                                                                           |  |  |
| ドイツ                | オラフ・ショルツ                 | 連邦首相 | PES / SPD              | 2021年12月8日                                                                                           |  |  |
| ギリシャ              | キリアコス・ミツォタキス         | 首相     | EPP / ND               | 2019年7月8日                                                                                            |  |  |
| ハンガリー            | オルバーン・ヴィクトル           | 首相     | 無所属 / Fidesz        | 2010年5月14日 （1998年から2002年にも所属）                                                              |  |  |
| アイルランド          | ミホル・マーティン               | 首相     | ALDE / FF              | 2025年1月23日                                                                                           |  |  |
| イタリア              | ジョルジャ・メローニ             | 首相     | AECR / FdI             | 2022年10月22日                                                                                          |  |  |
| ラトビア              | エビカ・シリニャ                 | 首相     | EPP / JV               | 2023年9月15日                                                                                           |  |  |
| リトアニア            | ギタナス・ナウセダ               | 大統領   | 無所属 / 無所属        | 2019年7月12日                                                                                           |  |  |
| ルクセンブルク        | リュック・フリーデン             | 首相     | EPP / CSV              | 2023年11月17日                                                                                          |  |  |
| マルタ                | ロベルト・アベラ                 | 首相     | PES / PL               | 2020年1月13日                                                                                           |  |  |
| オランダ              | ディック・スホーフ               | 首相     | 無所属 / 無所属        | 2024年7月2日                                                                                            |  |  |
| ポーランド            | ドナルド・トゥスク               | 首相     | EPP / PO               | 2023年12月13日 （2007年から2014年にもポーランド首相として、2014年から2019年に欧州理事会議長として所属） |  |  |
| ポルトガル            | ルイス・モンテネグロ             | 首相     | EPP / PSD              | 2024年4月2日                                                                                            |  |  |
| ルーマニア            | クラウス・ヨハニス               | 大統領   | EPP / 無所属           | 2014年12月21日                                                                                          |  |  |
| スロバキア            | ロベルト・フィツォ               | 首相     | PES（資格停止） / Smer | 2023年10月25日 （2006年から2010年及び2012年から2018年にも所属）                                         |  |  |
| スロベニア            | ロベルト・ゴロブ                 | 首相     | 無所属 / GS            | 2022年5月25日                                                                                           |  |  |
| スペイン              | ペドロ・サンチェス               | 政府総裁 | PES / PSOE             | 2018年6月2日                                                                                            |  |  |
| スウェーデン          | ウルフ・クリステション           | 首相     | EPP / M                | 2022年10月18日                                                                                          |  |  |
| 欧州委員会 票決権なし | ウルズラ・フォン・デア・ライエン | 委員長   | EPP / CDU              | 2019年12月1日                                                                                           |  |  |

1. ↑  左：欧州規模の政党 / 右：国内の政党

#### 所属政党
欧州理事会を構成する加盟国の首脳らはそのほとんどが国内の政党に所属しており、それらの政党は欧州規模の政党に参加している。しかしながら欧州理事会は政党ではなく加盟国を代表するために構成されるものであり、欧州理事会の決定も加盟国の利益を優先するものとなっている。以下の表は所属政党別の首脳の人数を示したものである。
| 政党 | 政党                       | 国数 | 持ち分比率 |
| ---- | -------------------------- | ---- | ---------- |
|      | 欧州人民党 (EPP)           | 11   | 40.7%      |
|      | 欧州自由民主同盟党 (ALDE)  | 2    | 7.4%       |
|      | 欧州社会党 (PES)           | 5    | 18.5%      |
|      | 欧州保守改革党 (ECR Party) | 3    | 11.1%      |
|      | 無所属                     | 6    | 22.2%      |
| 計   | 計                         | 27   | 100%       |

## 開催地と会合
欧州理事会の会合は1年に4度、ブリュッセルにおいて2日にわたって行われる。2002年まで欧州理事会の会合の開催地は議長国で行われてきた。ところがニース条約第22付帯宣言書で「ある国が議長国を務めている期間中の欧州理事会の会合のうち1回はブリュッセルで開くこととする。欧州連合の加盟国が18以上となった場合には、欧州理事会の会合はすべてブリュッセルで開くこととする」と定められた。
このため2002年から2004年の間、欧州理事会の会合の半数はブリュッセルで開かれ、2004年の拡大以降はすべてブリュッセルで開かれるようになった。欧州理事会は欧州連合理事会が入るユストゥス・リプシウス・ビルを使用している。ただし欧州理事会の非定例の会合が行なわれたときには、ブリュッセルではなく議長国で行われる事もあった。欧州理事会は欧州連合理事会とともにユストゥス・リプシウスに隣接するレジダンス・パレスに移転することになっている。
会合を1か所で開くことになった背景にはさまざまなものがある。これには反対運動に対するベルギー警察の対応の経験があることや、ブリュッセルに適切な施設があること、ジャーナリストへの対応に便利であることが挙げられる。また開催地を固定することで、とくに欧州連合の拡大を考えると、欧州理事会が各国の国内事情に影響を受けずに欧州連合の運営機関として政策課題に集中することができるということが期待されている。
2007年にリスボン条約をリスボンで署名することに関して、欧州理事会の開催地について考慮することとなった。ベルギー政府は前例を作りたくないとして、実際の会合は通常どおりブリュッセルで行うことを主張した。つまり、条約署名、記念撮影、晩餐会はリスボンで行い、実務的な会合はブリュッセルで行うこととなった。このような成り行きは「転々とするサーカス」とたとえられる欧州議会に似たものであり、環境団体からは、同じ首脳会議を開くのに政治の都合でヨーロッパを飛行機で横断しておきながら二酸化炭素排出削減を求めるのは偽善だという批判を受けた。